# Stagnant Glacier
Stagnant Glacier är en glaciär i Antarktis. Den ligger i Östantarktis. Australien gör anspråk på området. Stagnant Glacier ligger 204 meter över havet.
Terrängen runt Stagnant Glacier är huvudsakligen platt. Stagnant Glacier ligger uppe på en höjd. Trakten är obefolkad. Det finns inga samhällen i närheten. 